# Diego Pisador
Diego Pisador   (Salamanca, c. 1509 - c. 1557) Fou un violista i compositor espanyol del Renaixement.
No es tenen gaires noticies de la seva vida. A si mateix ell s'anomenava veí de Salamanca, i tanmateix era un insigne violista i destacat músic, com ho demostra la única obra que publicà: Libro de musica de vihuela agora nvevamente compuesto Diego Pisador, vezino de la Ciudad de Salamanca, dirigida al muy alto y muy poderoso señor don Philipe, principi d'España, nuestro señor, Al final diu:...Hecho por Diego Pisador, vezino de Salamancay impresso en su casa. Acabose año del nacimiento de nuestro redemptor Jesucristo de mil & quinientos y cincuenta y dos años. L'escut que va al final correspon a l'impressor Guillermo Millis, el qual des de 1540 (Salamanca) fins 1555 (Mediana) almenys imprimia llibres en aquelles regions.
El llibre de Pisador pertany a l'època en què la viola es trobava en tot el seu apogeu tant a Espanya com a Itàlia, Alemanya i França. L'havien precedit amb obres d'aquest gènere Lluís del Milà, El Maestro (València, 1536); Luis de Narváez, Seis libros del Delfín (Valladolid, 1538); Alonso Mudarra, Tres libros de música en cifra (Sevilla, 1546); Enríquez de Valderrábano, Silva de Sirenas (Valladolid, 1547), i a l'estranger Franciscus Bossinensis (Venècia, 1509), Hans Judenkönig (Viena, 1523), Pierre Attaignant (París, 1529), Hans Neusidler (Nuremberg, 1536), Francesco da Milano (1536), Domenico Bianchini, Andrea Rota, Marcantonio Del Pifaro i Giovanni Maria di Cremona (1546), Giulio Abondante (1548), i Melchior de Barberis, Il Bembo (1549).
Com tots aquells, Pisador es dedica a posar o transcriure per a viola totes les obres musicals que corrien amb més acceptació pels salons, i a compondre pel seu comte altres purament instrumentals. Per al primer capítol la antologia que ofereix Pisador és rica en el gènere pròpiament espanyol, contingut, a més de diferències sobre Conde Claros, Las vacas, una bona col·lecció de Romances viejos castellans, de Villancicos o cançons amoroses de sala i Sonetos y Endechas de diversos autors, Juan Vásquez, Mateu Fletxa, pertanyent al repertori líric nacional, així popular com a culte. Al qual afegeix Villanescas, Canciones i Madrigales, que salvat dues franceses, les altres són italianes totes, i sobre això com a nucli i nervi principal del llibre, les obres polifòniques de major preu, Misses, de Josquin, i Motets i obres diverses, de Nicolas Gombert, Adrian Willaert, Juan García de Basurto, Jean Mouton, i Cristóbal de Morales.
Quant a la part purament instrumental i de pròpia vena, ofereix fantasies sobrepasos remedados (gènere imitatiu) i otras sin pasos remedados; però en això no és tant abundant com altres anteriors i posteriors, per exemple, Fuenllana ni es pot comparar amb l'exquisida correcció i feliç estri de l'últim. Algun musicòleg nomena aquest llibre ''Volume rare; hi ha, tanmateix, alguns exemplars més dels que s'indiquen. Com tots els llibres-antologia de la viola, el llibre de Pisador és un índex i mesura força exacta de la cultura musical d'Espanya en el moment de la seva publicació. Alguns musicòlegs anomenent aquesta obra citharisticae artis documenta, i és veritat, però no és el títol de l'obra.